# Tim (plaats)
Tim is een plaats in de Deense regio Midden-Jutland, gemeente Ringkøbing-Skjern. De plaats telt 827 inwoners (2008).
- Nationale Bibliotheek van Israël: 987007566974405171
- Virtual International Authority File: 137227387